# Елк (округ, Пенсільванія)
Шаблон:StateAbbr_ 41°25′ пн. ш. 78°39′ зх. д. / 41.42° пн. ш. 78.65° зх. д.
Округ  Елк (англ. Elk County) — округ (графство) у штаті  Пенсільванія, США. Ідентифікатор округу 42047.

## Історія
Округ утворений 1843 року.

## Демографія
За даними перепису 
2000 року 
загальне населення округу становило 35112 осіб, зокрема міського населення було 18415, а сільського — 16697.
Серед мешканців округу чоловіків було 17381, а жінок — 17731. В окрузі було 14124 домогосподарства, 9748 родин, які мешкали в 18115 будинках.
Середній розмір родини становив 2,99.
Віковий розподіл населення поданий у таблиці:
| Стать    | До 15 років | 15-21 | 22-29 | 30-39 | 40-49 | 50-65 | 65-85 | Понад 85 |
| -------- | ----------- | ----- | ----- | ----- | ----- | ----- | ----- | -------- |
| Чоловіки | 3512        | 1617  | 1461  | 2626  | 2860  | 2788  | 2282  | 235      |
| Жінки    | 3326        | 1383  | 1444  | 2571  | 2606  | 2845  | 3066  | 490      |

## Суміжні округи
- Маккін - північ
- Камерон - схід
- Клірфілд - південь
- Джефферсон - південний захід
- Форест - захід
- Воррен - північний захід

## Виноски
1. ↑  US Decennial Census. US Census Bureau. Архів оригіналу за 26 квітня 2015. Процитовано 5 березня 2015.
2. ↑  Historical Census Browser. University of Virginia Library. Архів оригіналу за 11 серпня 2012. Процитовано 5 березня 2015.
3. ↑  Forstall, Richard L., ред. (24 березня 1995). Population of Counties by Decennial Census: 1900 to 1990. US Census Bureau. Архів оригіналу за 20 березня 2015. Процитовано 5 березня 2015.
4. ↑  Census 2000 PHC-T-4. Ranking Tables for Counties: 1990 and 2000 (PDF). US Census Bureau. 2 квітня 2001. Архів оригіналу (PDF) за 18 грудня 2014. Процитовано 5 березня 2015.
5. ↑  State & County QuickFacts. US Census Bureau. Архів оригіналу за 6 червня 2011. Процитовано 16 листопада 2013.(англ.) Наведено за англійською вікіпедією.
6. ↑  American FactFinder. Бюро перепису населення США. Архів оригіналу за 21 травня 2008. Процитовано 31 січня 2008.

| США | Це незавершена стаття з географії США. Ви можете допомогти проєкту, виправивши або дописавши її. |